# Milicz Wąskotorowy
Milicz Wąskotorowy – dawna stacja kolejowa w Miliczu, w gminie Milicz, w powiecie milickim; w województwie dolnośląskim, w Polsce. Została otwarta w 1894 roku. Zamknięta została w 1991 roku.
W 2011 r. na dawnej stacji ustawiono jako eksponat skład pociągu z lokomotywą spalinową Lyd1 (Wls150-7223, oznaczenie fikcyjne Lyd1-228) i trzech wagonów rumuńskich Bxhpi.